# Số trung tâm hình lục giác
Số lục giác ở giữa là số đa giác ở giữa và cũng là số hữu hình. Số hình lục giác trung tâm là số đa giác trung tâm được sắp xếp theo lục giác đều.
Số lượng các hình lục giác trung tâm dưới 5000 là:
1, 8, 22, 43, 71, 106, 148, 197, 253, 316, 386, 463, 547, 638, 736, 841, 953, 1072, 1198, 1331, 1471, 1618, 1772, 1933, 2101, 2276, 2458, 2647, 2843, 3046, 3256, 3473, 3697, 3928, 4166, 4411, 4663, 4922 (dãy số A069099 trong bảng OEIS)